# Рикетсіози
Рикетсіо́зи (англ. Rickettsiosis, Rickettsial Infection) — велика група гострих трансмісивних інфекційних захворювань, які спричинюють своєрідні внутрішньоклітинні мікроорганізми — рикетсії.

## Історія назви
Термін Rickettsia вперше застосував 1916 року засновник вчення про рикетсії та рикетсіози, бразильський науковець Енріке да Роше Ліма до роду мікроорганізмів, першого представника якого виділив із крові хворого на плямисту гарячку Скелястих гір у 1909 року американський дослідник — Говард Тейлор Рікеттс. Надалі хвороби, які спричинюють рикетсії, стали називати рикетсіозами.

## Класифікація рикетсіозів
Сьогочасне поділяння рикетсіозів значно відрізняється від того, що існувало у ХХ столітті. Класифікацію рикетсій постійно змінюють через удосконалення методів ідентифікації та підходів до критерію роду та видів.
У родині Rickettsiaceae на сучасному етапі виділяють рід Rickettsia, який включає щонайменше 22 види, що спричинюють хвороби у людей. Захворювання, які породжують істинні представники роду Rickettsia (за К. Вільямсом з співавт., 2007 рік), поділяють на:
- I. Група висипного тифу:
  - Епідемічний або вошивий висипний тиф, (рецидивна його форма — хвороба Брілла—Цінссера);
  - Ендемічний або щурячий висипний тиф;
- II. Група кліщової плямистої гарячки:
  - Плямиста гарячка Скелястих Гір або кліщовий рикетсіоз Америки;
  - Кліщова гарячка тихоокеанського узбережжя;
  - Американська гарячка від укусів кліщів
  - Марсельська або середземноморська гарячка;
  - Кліщовий рикетсіоз або кліщовий висипний тиф Північної Азії;
  - Віспоподібний або везикульозний рикетсіоз;
  - Австралійський кліщовий рикетсіоз;
  - Цуцугамуші, або гарячка цуцугамуші, або японська річкова гарячка ;
  - Кліщовий пароксизмальний рикетсіоз[2]
- III. Некласифіковані:
  - Астраханська плямиста гарячка;
  - Блошина плямиста гарячка
  - Японська плямиста гарячка;
  - Ізраїльська плямиста гарячка;
  - Африканська гарячка кліщового укусу;
  - Плямиста гарячка островів Флінедерса;
  - Австралійська висипна гарячка;
  - Каліфорнійський блошиний рикетсіоз;
  - TIBOLA (кліщова лімфаденопатія) (DEBONEL);
  - Далекосхідний кліщовий рикетсіоз;
  - Американський паркеровський рикетсіоз (поки що загальноприйнятної назви немає);
  - Американський рикетсіоз Північної Каліфорнії (поки що загальноприйнятної назви немає), який спричинює Rickettsia species 364D;
  - Марокканський рикетсіоз (поки що загальноприйнятної назви немає);
  - Гарячка без висипань або рикетсіоз, яку спричинює Rickettsia helvetica (поки що загальноприйнятної назви немає);
  - Массілійський кліщовий рикетсіоз (поки що загальноприйнятної назви немає).

Саме перераховані вище хвороби і є істинними рикетсіозами, що введені до «Берджийського довідника бактеріологічної систематики» (англ. Bergey's Manual of Systematic Bacteriology, 1984 рік). З них не всі поширені в Україні — можуть виникнути епідемічний та ендемічний висипні тифи, марсельська гарячка, везикульозний рикетсіоз.
Як видно з представленої класифікації, велику кількість рикетсійних хвороб ще не класифікували. З них астраханська плямиста гарячка та TIBOLA (кліщова лімфаденопатія) (DEBONEL) були вже зафіксовані в Україні у окремих хворих. Наразі виявляються нові види рикетсій, зокрема у віслюків у Південній Африці, які є потенційними збудниками хвороб у людей
У XX столітті до рикетсіозів відносили ще збудників, які у XXI столітті виділені в інші класифікаційні групи через їхню значну відмінність від справжніх рикетсій. Це Ку-гарячка, яку колись розглядали в особливій групі пневмотропних рикетсіозів, нині звідти виключена, а збудника віднесли до окремої родини Coxiellaceae. Волинська або траншейна (окопна) гарячка, кліщовий пароксизмальний рикетсіоз, що колись відносили до групи пароксизмальних рикетсіозів, нині виведені з групи рикетсіозів, їх збудники внесені до особливої родини Bartonellaceae, куди входять й збудники хвороби котячих подряпин, системного бартонельозу, тощо. Хоча Ку-гарячка й волинська гарячка в МКХ-10 і внесені до блоку «Рикетсіози», але треба пам'ятати, що МКХ-10 створили ще в 1993 році, й тому в подальшій МКХ-11 такі зміни, що відбулися, будуть ймовірно враховані. У деяких сучасних джерелах продовжують невиправдано відносити ці хвороби до рикетсіозів

## Загальна характеристика рикетсій
Рикетсії — облігатні внутрішньоклітинні бактерії, паразити, що не розмножуються всередині вакуолей клітин хазяїна та не паразитують у лейкоцитах. Розмножуються вони в цитоплазмі клітин. Розміщуючись спочатку біля ядра, рикетсії поступово заповнюють всю клітину, що призводить до її загибелі. Рикетсії здатні утворювати ендотоксин, зв'язаний з їхньою мембраною. При нагріванні та обробці формаліном він втрачає токсичність, але зберігає свої антигенні властивості, що дає змогу використовувати це для формування у людей штучного імунітету. Найбільшу антигенну активність має оболонка рикетсій. Подібність антигенної структури різних видів призводить до формування перехресного імунітету, що необхідно враховувати при проведенні серологічних реакцій. Рикетсії не утворюють L-форм під впливом антибіотиків, що обумовлює відсутність резистентності до них.
Рикетсії нестійкі у навколишньому середовищі: при нагріванні до 60˚С гинуть через декілька хвилин, швидко нейтралізуються під дією 0,5% розчину формаліну, фенолу, етеру, спирту; проте добре переносять висушування до 2 місяців та більше. Для забарвлення рикетсій застосовують методику Романовського-Гимза. За Грамом вони забарвлюються негативно. Поліморфізм рикетсій обумовлений фазою їх розвитку: ниткоподібні форми — рання фаза, палички та коки — кінцева. Форми, які фільтруються — незрілі, вони набувають патогенності та імуногенності лише після пасажів на курячих ембріонах.
Детальніші відомості з цієї теми ви можете знайти в статті Rickettsiaceae.

## Особливості епідеміологічного процесу
Інфікування рикетсіями відбувається через шкіру та слизові оболонки. Збудники тифів та рикетсіозів із групи плямистих гарячок, потрапляють в організм людини при укусі інфікованими членистоногими. Кліщі — переносники збудників плямистих гарячок і цуцугамуші, впорскують рикетсії в шкіру людини при укусі. Воші та блохи, переносники відповідно епідемічного та ендемічного висипних тифів, відкладають інфіковані випорожнення на шкіру; хвороба виникає тоді, коли мікроорганізми проникають всередину макроорганізму через ранки на шкірі. Для більшості рикетсіозів характерна ендемічність, що пояснюють певним видовим спектром вразливих тварин, які складають резервуар і джерело інфекції, та комах-переносників.

## Додаткова література
- Gerald L. Mandell. Mandell, Douglas, and Bennett's Principles and Practice of Infectious Diseases: Expert Consult Premium Edition — Enhanced Online Features and Print (Two Volume Set). — 7th Edition. — USA : Churchill Livingstone, 2009. — 4320 с. — ISBN 978-0443068393. (англ.)
- Estee Torok, Ed Moran, Fiona Cooke. Oxford Handbook of Infectious Diseases and Microbiology (Oxford Medical Handbooks). — 1th Edition. — Oxford, United Kingdom : Oxford University Press, 2009. — 944 с. — (Oxford Medical Handbooks) — ISBN 978-0198569251. (англ.)